# 趙大訥
赵大讷（1278年—1358年），又名良胜，字敬汉，元朝浦阳人。
他是宋代周王赵元俨的十世孙，有学问和德行。从全州录事做起，屡次升迁后担任龙溪县尹。当地民俗崇尚鬼神，人们堆石建造紫衣神祠，坏人借此谋取不正当利益。赵大讷把神像投入江中，移走石头修建孔子庙。县里豪强杀人，州府官接受了他的贿赂而放了他。赵大讷抱着案卷到府衙，一一列举州府官的奸邪行为；州府官发怒，用其他罪名中伤他。后来他改任永春县尹。不久，赵大讷调任永嘉县尹。永嘉按人口征收盐税，百姓为此感到困苦，赵大讷建议让富商转卖到瑞安。恶吏伪造官府文书，诬陷贫民盗卖食盐，导致三名贫民自杀。上级下令让赵大讷审理此案，最终将恶吏治罪。他被任命为温、台等海运千户，后改任永新州知州。永新州境内的鵠湖、罗陂是群盗聚集的地方，赵大讷用奇计抓获了他们的首领，其余党羽逃散。后来他在婺州路同知任上告老还乡，百姓为他立生祠。元顺帝至正十八年（1358年），朱元璋的红巾军强使他出仕，他不从，受创伤在家中去世。